# كارميلو بوسي
كارميلو بوسي (بالإيطالية: Carmelo Bossi)‏ (15 أكتوبر 1939 – 23 مارس 2014) هو ملاكم إيطالي راحل، مثّل بلاده في الألعاب الأولمبية الصيفية 1960 وحقق الميدالية الفضية في فئة الوزن المتوسط الخفيف.

## روابط خارجية
كارميلو بوسي على موقع بوكس ريك (الإنجليزية) (registration required)
- كارميلو بوسي على موقع أوليمبيديا (الإنجليزية)
- كارميلو بوسي على موقع اللجنة الأولمبية الإيطالية (الإيطالية)